# 泉川
泉川（いずみがわ）は、相撲の技の一つである。俗称。相手の片腕を両手で持って、このまま相手を土俵外に出す決まり手。日本相撲協会が定める決まり手には含まれておらず、この技が出れば極め出しとなる。別表記出水川。原名撓め出し（ためだし）。

## 概要
書籍『体力養成 相撲術独修』（1906年）や書籍『相撲四十八手』や樋渡雋次郎の書籍『相撲』（1923年）では相手の前方から、左手で相手の右肘、右手で相手の右上腕を持ち、相手の右手首を左腋で挟みつけている。
書籍『新編相撲叢話』（1900年）では相手の前方から、左手で相手の左肘、右手で相手の左前腕を持ち、挟みつけている。
書籍『四十八手図解 相撲宝鑑』（1894年）では相手の背後から右手で相手の右肘、左手で相手の右上腕を持ち、挟みつけている。
書籍『今古実録 相撲大全』（1884年）では相手の背後から右手で相手の右手首を掴み左手で相手の上腕を掴んでいる。
書籍『最近相撲図解』（1918年）では相手の背後から右手で相手の右手首を掴み左腕を相手の右腋の下に突っ込んでいる。
江戸時代明和年間の関脇出水川貞右エ門が得意としたことからこの名があるといわれる。剛力の力士が得意とする技で、横綱初代西ノ海嘉治郎や常陸山谷右エ門が十八番としたほか、横綱鏡里も時折見せた。特に常陸山は名手として知られ、相手に先手を取らせ技を捌いたうえでこの技で相手を捕まえて勝負を決めることで知られた。常陸山にしてみれば相手を捌きやすくて自分の利益になる技だったそうだが、普通の力士には真似できない妙技であるとされて、彼の強さを象徴する技となっていた。
21世紀になってから、2009年頃に幕内で活躍した山本山龍太が巨体を活かしてこの技を決めることもあった。
公式決まり手制定以前、「出水川」としてマスコミにより報道および記録された取組は次の通り。
- 昭和2年10月場所5日目　○吉ノ山－山錦×
- 昭和3年10月場所4日目　○能代潟－若葉山×